# Sainghin-en-Mélantois
Sainghin-en-Mélantois – miejscowość i gmina we Francji, w regionie Hauts-de-France, w departamencie Nord.
Według danych na rok 1990 gminę zamieszkiwały 2562 osoby, a gęstość zaludnienia wynosiła 244 osób/km² (wśród 1549 gmin regionu Nord-Pas-de-Calais Sainghin-en-Mélantois plasuje się na 313. miejscu pod względem liczby ludności, natomiast pod względem powierzchni na miejscu 295.).

## Historia
Pierwsze wzmianki na temat Saingin-en-Melantois pojawiły się w oficjalnych dokumentów w sierpniu 977 roku. Wówczas miejscowość ta miała drewnianą zabudowę a miastem jako pierwszy zarządzał Rogier de Sengin. Obecnie w centrum znajduje się zabytkowy kościół. 